# Stadio Nemesio Díez
Lo stadio Nemesio Díez (in spagnolo Estadio Nemesio Díez), soprannominato La Bombonera de Toluca e già noto come stadio Toluca (in spagnolo Estadio Toluca) dal 1970 al 1986 e come stadio Toluca 70, stadio Luis Gutiérrez Dosal e stadio Héctor Barraza, è uno stadio calcistico della città di Toluca, in Messico, vicino a Città del Messico.
Tra i più vecchi stadi di calcio del Messico, fu aperto l'8 agosto 1954 ed è situato a un'altitudine di 2 670 metri sul livello del mare: risulta uno degli stadi del mondo posti ad un'altitudine più elevata. Ha una capienza di 30 000 posti a sedere e ospita le partite casalinghe del Deportivo Toluca Fútbol Club.  
Ha ospitato quattro partite del campionato mondiale di calcio 1970 e tre partite del campionato mondiale di calcio 1986; mentre dal 2024 ospita le finali di Américas Kings League.
Per anni l'impianto non disponeva di un sistema di illuminazione, il che costringeva la squadra locale a giocare con la luce del sole. Con la prima qualificazione del Toluca alla Coppa Sudamericana, lo stadio fu dotato di riflettori per renderlo agibile per la disputa di match internazionali.